# Aphthona maculata
Aphthona maculata es una especie de  coleóptero de la familia Chrysomelidae. Fue descrita científicamente por primera vez en 1876 por Allard.